# Catonephele penthiana
Catonephele penthiana är en fjärilsart som beskrevs av Otto Staudinger 1886. Catonephele penthiana ingår i släktet Catonephele och familjen praktfjärilar. Inga underarter finns listade i Catalogue of Life.